# Estació de Pallejà
Pallejà és una estació de ferrocarril de la Línia Llobregat-Anoia de FGC situada al centre de Pallejà a la comarca del Baix Llobregat, on s'aturen trens de les línies suburbanes S4 i S8, i de rodalia R5, R6 i R50. L'estació es va inaugurar el 20 d'octubre del 2007, però l'antiga estació a la superfície existia des del 1912.
Aquesta estació s'ubica dins de la tarifa plana de l'àrea metropolitana de Barcelona, qualsevol trajecte entre dos dels municipis de l'àrea metropolitana de Barcelona valida com a zona 1.

## Història
Amb la intenció d'unir les poblacions del marge dret del riu Llobregat, el 1908, es concedí a la companyia Camino de Hierro del Nordeste de España la construcció d'una línia de ferrocarril secundari entre Barcelona i Martorell iniciant les obres de construcció de l'estació. El 29 de desembre de 1912, s'obria al públic, amb la posada en servei de la línia.
El 1961 s'instal·la catenària a l'estació per l'electrificació del tram entre Sant Boi i Pallejà. Degut als treballs de duplicació de via al seu pas per Pallejà es construí un túnel urbà on s'ubicà la nova estació, oberta el 20 d'octubre del 2007.

## Serveis ferroviaris
| Línia Llobregat-Anoia de FGC |                        |                  |                         |                        |
| Procedència/Destinació       | <                      | Línia            | >                       | Procedència/Destinació |
| Barcelona - Pl. Espanya      | Quatre camins          |                  | Sant Andreu de la Barca | Olesa de Montserrat    |
| Barcelona - Pl. Espanya      | Quatre camins          | Martorell-Enllaç | Sant Andreu de la Barca |                        |
| Barcelona - Pl. Espanya      | Quatre camins          | Manresa-Baixador | Sant Andreu de la Barca |                        |
| Barcelona - Pl. Espanya      | Quatre camins          | Igualada         | Sant Andreu de la Barca |                        |
| Barcelona - Pl. Espanya      | Sant Vicenç dels Horts |                  | Sant Andreu de la Barca | Manresa-Baixador       |